# Dipartimento di Pomán
Pomán è un dipartimento argentino, situato nella parte centro-meridionale della provincia di Catamarca, con capoluogo Saujil.

## Geografia fisica
Esso confina con la provincia di La Rioja e con i dipartimenti di Tinogasta, Belén, Andalgalá, Ambato e Capayán.

## Società

### Evoluzione demografica
Secondo il censimento del 2001, su un territorio di 4.859 km², la popolazione ammontava a 9.543 abitanti, con un aumento demografico del 27,51% rispetto al censimento del 1991.

## Amministrazione
Nel 2001 il dipartimento comprendeva i seguenti comuni (municipios in spagnolo):
- Pomán
- Saujil
- Mutquín